# Рацлавице (Мехувский повет)
Рацлави́це (пол. Racławice) — деревня в Польше, в 40 км от Кракова. Центр гмины Рацлавице в Мехувском повяте Малопольского воеводства.
Село располагается в 15 км от административного центра повята города Мехув и в 37 км от административного центра воеводства города Краков.

## История
Впервые упомянута в хрониках Яна Длугоша XV века. Названа в честь рыцаря Рацлава, который владел окрестными землями. Ян Длугош упоминает, что в 1410 году крестьяне из Раславице доставили в находившийся около Сандомира лагерь короля Ягайло солонину и оленину в бочках.
Деревня известна тем, что в 1794 здесь состоялась битва между мятежными отрядами Тадеуша Костюшко и царскими войсками, закончившаяся поражением русских. Панорама этой битвы выставлена в г. Вроцлаве.
Во времена восстания Костюшко село было собственностью шляхтича Валерия Велёгловского герба Старыконь.
С 1995 года на лугах возле Рацлавице в первое воскресенье после праздника святого Войцеха (отмечается 22 апреля) около памятника Бартошу Гловацкому ежегодно проходит фестиваль «Выборы крестьянина года», который дополняет общепольский фестиваль, посвящённый Бартошам и Войцехам. Во время этого фестиваля проходят различные народные гуляния и соревнования. В 2009 году здесь же впервые прошёл I Европейские выборы крестьянина года, который организовал режиссёр «Регионального театра» Пётр Платек.

## Достопримечательности
- Церковь святых Петра и Павла, построена в 1778 году.
- Кладбище с захоронениями владельцев села
- Курган Костюшко, насыпанный в 1934 году.